# Arquibi
|  | Aquest article tracta sobre el metge grec. Vegeu-ne altres significats a «Arquibi d'Alexandria». |

Arquibi (Archibius, Arkhíbios  Ἀρχίβιος) va ser un cirurgià grec segurament del segle I aC, ja que va ser citat per Heliodor i per Galè.
Plini el Vell a la Naturalis Historia, menciona una persona amb aquest nom que va escriure una carta de contingut supersticiós a Antíoc, un rei de Síria. Però no se sap quin rei era ni si Arquibi era metge o el mateix personatge.